# Vallone di Champdepraz
Il Vallone di Champdepraz (pron. fr. AFI: [ʃɑ̃dɛpʁa] - in francese, vallon de Champdepraz) è una valle laterale della Valle d'Aosta.

## Geografia
Il Vallone di Champdepraz, valle della destra orografica, si incunea tra la valle di Champorcher e la val Clavalité. Si trova interamente nel comune di Champdepraz, località che è situata all'imbocco della valle. La valle è percorsa dal torrente Chalamy, tributario di destra della Dora Baltea.

### Monti

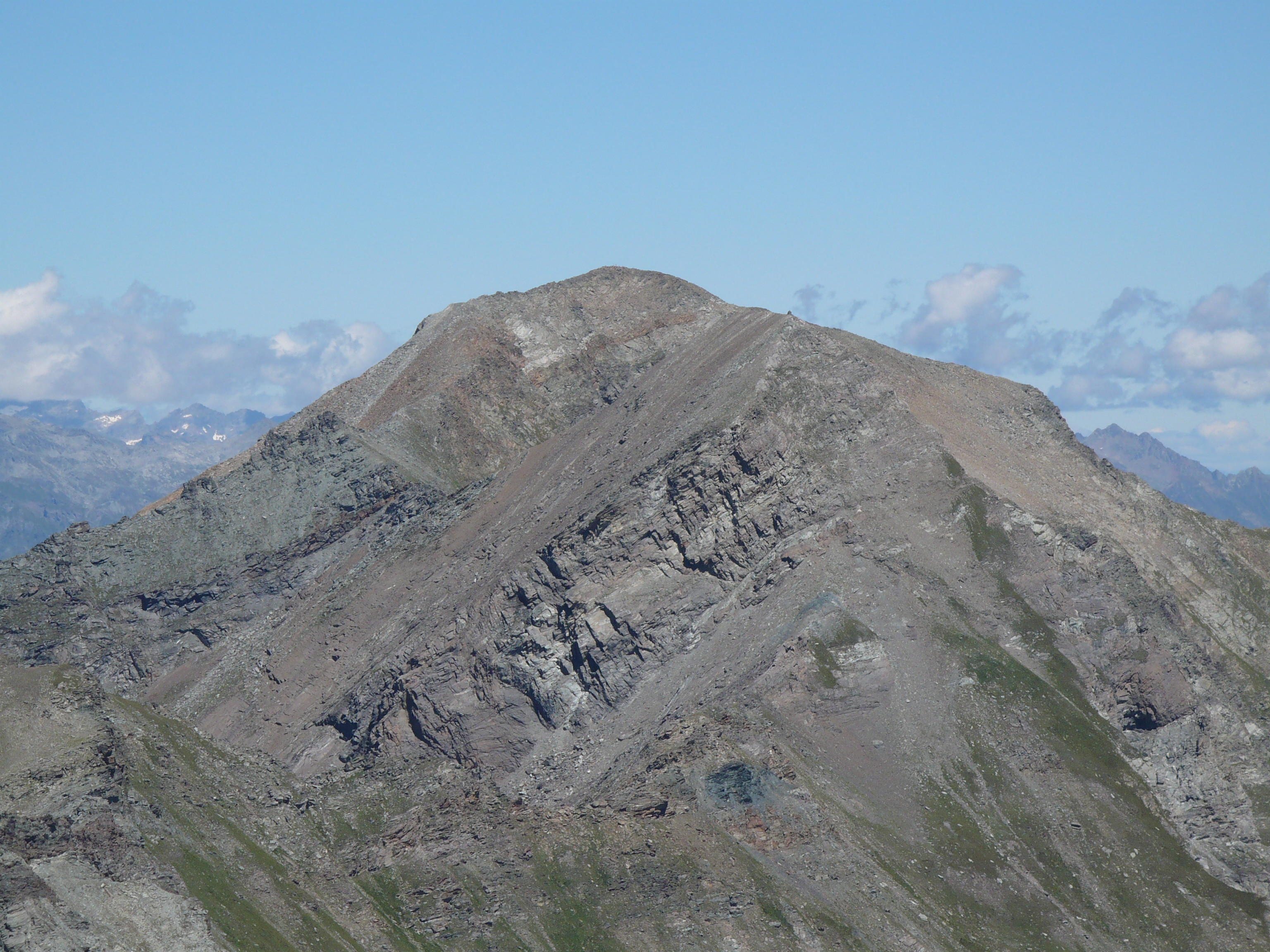
Mont Glacier

I principali monti che contornano la valle sono:
- Mont Glacier - 3.185 m
- Mont Avic - 3.003 m
- Mont Ruvic (anche mont Revic) - 2.923 m
- Gran Rossa - 2.866 m
- Tête des Hommes - 2.614 m

## Turismo
Il Parco naturale del Mont Avic occupa buona parte della valle. Per facilitare l'escursionismo nella valle e nel parco vi si trova il rifugio:
- Rifugio Barbustel - Lac Blanc - 2.200 m